# Couronnement du roi Ferdinand Ier et de la reine Marie de Roumanie
Le couronnement du roi Ferdinand Ier et de la reine Marie de Roumanie se déroule dans la ville d'Alba Iulia le 5 octobre 1922. Célébré en grande pompe, il symbolise l'unification de tous les Roumains au sein de la Grande Roumanie, elle-même née de la « Grande Union ».

## Préparation de la cérémonie

### La commission pour l'organisation des célébrations du couronnement des souverains
Le principe d'une cérémonie de couronnement du roi Ferdinand Ier et de la reine Marie ayant été approuvé, le gouvernement roumain crée une Commission destinée à son organisation, en juin 1920. 
Basée au ministère des Travaux publics, cette Commission reçoit pour directeur le général et ancien Premier ministre Constantin Coandă. Elle réunit, par ailleurs, le ministre des Finances Nicolae Titulescu, le ministre des Cultes et des Arts Octavian Goga, le métropolite et futur patriarche Miron Cristea, les historiens Nicolae Iorga et Alexandru Lăpedatu, le compositeur Georges Enesco, les peintres Costin Petrescu et Artur Verona, l'architecte Victor Stephănescu, ainsi que le maire d'Alba Iulia Aurel Sava,.

### Le choix d'Alba Iulia comme ville du couronnement
Le choix du lieu du couronnement n'est en rien dû au hasard. La ville d'Alba Iulia est en effet celle où le roi Michel Ier le Brave est entré triomphalement le 1er novembre 1599,. C'est également celle où plus de cent mille personnes ont acclamé l'union de la Transylvanie, du Banat, de la Crișana et du Maramureș à la Roumanie, le 1er décembre 1918.
Dans un premier temps, il est envisagé que la cérémonie d'onction du souverain ait lieu à l'église Mihai Vodă de Bucarest et que le couronnement lui-même se déroule à Alba Iulia. Cependant, le roi Ferdinand Ier à cette division. Nicolae Iorga propose alors d'édifier une nouvelle cathédrale à Alba Iulia, sous la direction de l'architecte Victor Stephănescu et du peintre Costin Petrescu, pour les décorations intérieures,. Parallèlement, d'autres travaux sont entrepris à Alba Iulia et la Salle de l'Union est en partie réaménagée en vue de son utilisation pendant le couronnement.

### La mise en place du protocole des cérémonies
Le protocole du couronnement est imaginé par le métropolite et futur patriarche Miron Cristea. Pour ce faire, le prélat étudie nombre de chroniques et de gravures illustrant les couronnements des empereurs byzantins, tsars de Russie (en) et de rois de Hongrie. 
Ayant trouvé le couronnement de Carol Ier trop sobre, en 1881, Miron Cristea cherche à mettre en œuvre une cérémonie beaucoup plus fastueuse, durant laquelle l'Église orthodoxe et le clergé joueraient un rôle primordial. Cependant, Ferdinand Ier s'y oppose et exige la mise en place d'un couronnement plus simple et plus austère. Le souverain insiste, par exemple, pour être couronné avec la couronne de son prédécesseur, réalisée à partir de l'acier d'un canon turc capturé à Plevna en 1877.

### La réalisation des regalia
Désireux de ceindre la couronne d'acier réalisée pour le couronnement de son oncle, Ferdinand Ier accepte néanmoins que celle-ci soit sertie de pierres précieuses symbolisant les nouvelles provinces du royaume de Roumanie, à savoir la Bessarabie, la Bucovine et la Transylvanie.
Une nouvelle couronne, inspirée des impératrices byzantine, est par contre conçue pour la reine Marie. L'or nécessaire à sa fabrication (1,8 kg) est offert par le propriétaire d'une mine située dans les monts Apuseni et sa réalisation est confiée à la maison de joaillerie Falize, à Paris. Beaucoup plus somptueuse que la couronne du roi, elle est ornée de rubis, d'opales, de turquoises et d'améthystes.

## Frictions politiques
L'organisation du couronnement donne lieu à des frictions politiques. Revenus au pouvoir en janvier 1922, Ion Brătianu et son Parti national-libéral cherchent à s'arroger les mérites de l'Union et du couronnement. Cette attitude soulève l'indignation de Iuliu Maniu, chef du Parti national roumain de Transylvanie, et de Ion Mihalache, leader du Parti paysan, qui exigent l'organisation de célébrations moins orientées politiquement. N'ayant pas été écouté, Maniu refuse finalement de participer au couronnement.

## Déroulement de la cérémonie
Le couronnement se déroule finalement le 15 octobre 1922, sous une pluie fine et un ciel couvert. Le cortège royal arrive à la cathédrale d'Alba Iulia vers dix heures du matin. Après la consécration des regalia (couronnes et sceptre) par le métropolite Miron Cristea, la cérémonie commence. Suivant le modèle napoléonien, Ferdinand Ier se couronne lui-même, avant de déposer la couronne sur la tête de son épouse.

## Participants
Outre les souverains roumains eux-mêmes, sont présents à la cérémonie :
Famille royale de Roumanie
- Le prince royal Carol et la princesse royale Hélène de Roumanie (fils et belle-fille des souverains) ;
- La prince Nicolas de Roumanie (fils des souverains) ;
- La princesse Ileana de Roumanie (fille des souverains).

Famille royale d'Espagne
- L'infant Alphonse et l'infante Béatrice, duc et duchesse de Galliera (beau-frère et sœur de la souveraine)[2].

Famille royale de Grèce
- La reine Élisabeth de Grèce (fille des souverains)[2].

Famille royale de Grande-Bretagne
- Le prince Albert, duc d'York[2].

Famille royale d'Italie
- Le prince Thomas, duc de Gênes[2].

Famille royale de Yougoslavie
- La reine Marie de Yougoslavie (fille des souverains)[2] ;
- le prince Paul de Yougoslavie[2].

République française
- Le maréchal Foch[2] ;
- Le maréchal Pétain[2] ;
- Le général Weygand[2].

## Commémorations du centenaire du couronnement en 2022
En 2022, la Banque nationale de Moldavie émet une pièce commémorative en argent d'une valeur de 100 lei en l'honneur du centenaire du couronnement. Parallèlement, la Poste moldave émet un timbre commémoratif pour l'événement.
Dans le même temps, la Banque nationale de Roumanie lance deux pièces commémoratives, en or et en argent, sur le thème du centenaire
tandis que la Maison de la monnaie de Roumanie émet une médaille commémorative en argent.
En octobre-novembre 2022, le complexe muséal Iulian Antonescu de Bacău, en Roumanie, présente une exposition en l'honneur du centenaire du couronnement. Une autre exposition sur le même thème se tient, par ailleurs, aux Archives nationales, à Bucarest.

### Ouvrage
- (ro) Incoronarea Regelui Ferdinand si a Reginei Maria la Alba Iulia (15 octombrie 1922), Reintregirea, 2023, 208 p. (ISBN 9786065095359).

### Magazines
- (ro) « O încoronare istorică », Historia Spécial, no 40,‎ novembre 2022 (ISSN 1582-7968).
- (ro) « Încoronarea », Q magazine, no 268,‎ octobre 2022 (lire en ligne).

## Vidéo du couronnement
- (en) « Coronation of King & Queen of Rumania (1922) », sur British Pathé, 26 octobre 1922 (consulté le 19 juin 2025).